# Niklas Edin
Niklas Edin (n. 6 iulie 1985, Q10667386⁠(d), Comitatul Västernorrland, Suedia) este un jucător de curl ce a reprezentat Suedia, medaliat olimpic. A participat la 3 ediții ale Jocurilor Olimpice (2010, 2014, 2018) în care a câștigat o medalie de bronz.